# Lokomotiva 740

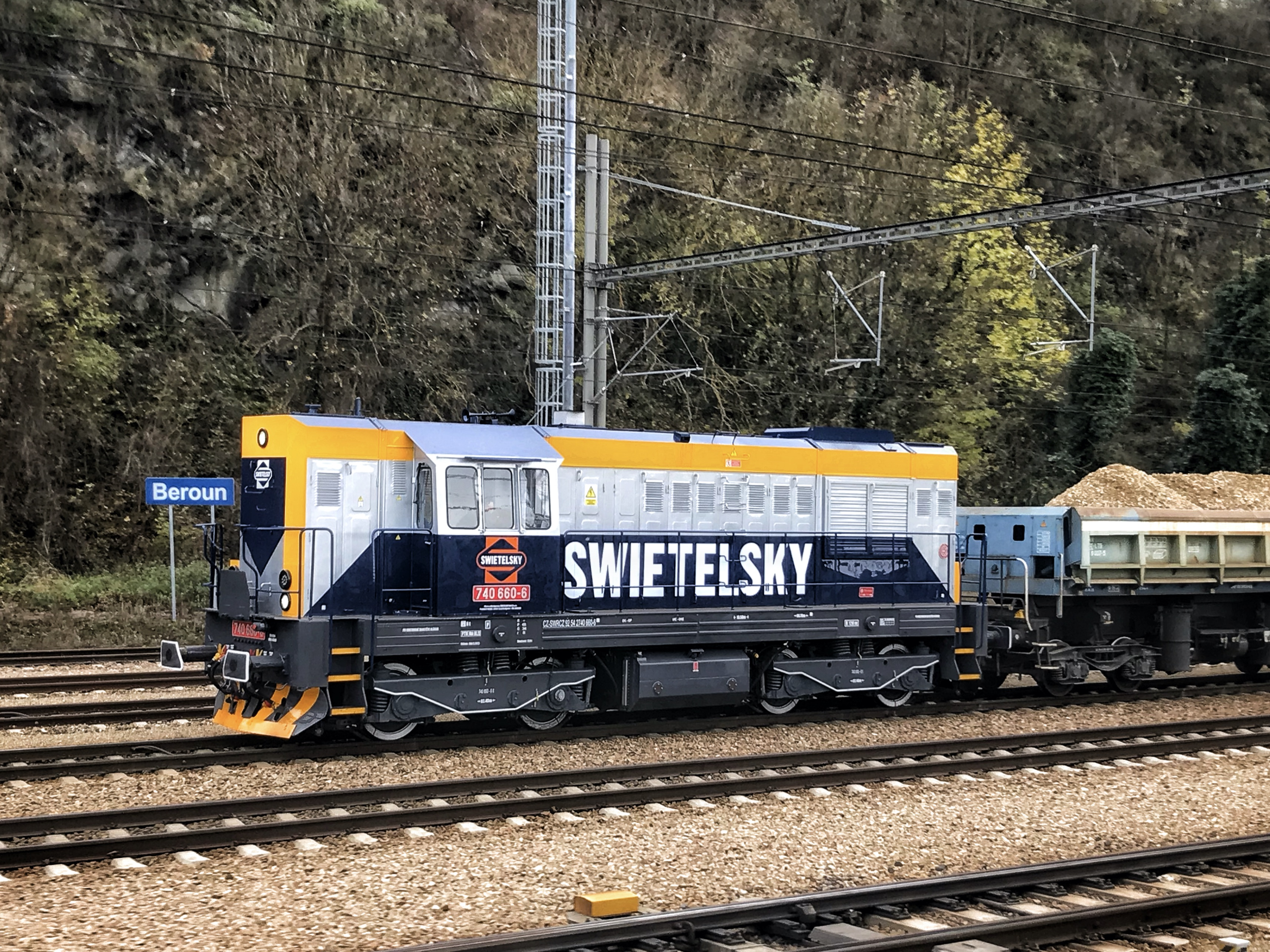
Lokomotiva 740.660 SWIETELSKY v Berouně

Lokomotiva řady 740 (do roku 1987 řada T 448.0) je čtyřnápravová dieselelektrická lokomotiva, vyráběná v letech 1973–1989 lokomotivkou ČKD v Praze pro potřeby vleček československého průmyslu. Obdobné lokomotivy s označením T 448-P byly dodávány také do Polska. Celkovým počtem 620 vyrobených kusů (z toho 161 typu T 448-P) jde o nejvyráběnější vlečkovou lokomotivu v tuzemsku, sloužící v závodové dopravě mnoha průmyslových podniků do současnosti. Z řady 740 byla později odvozena vylehčená řada 742 (T 466.2) pro použití na státních drahách, taktéž vyrobená v mnohasetkusových sériích. 
Po roce 2000 se staly stárnoucí lokomotivy řady 740 předmětem celé řady modernizací různého rozsahu, sledujících především snížení provozních nákladů a prodloužení životnosti o další roky prostřednictvím remotorizací a jiných změn. Přestavěné lokomotivy jsou označovány řadami 724, 740.3, 741.5 či 744.7. Další nadbytečné lokomotivy byly prodány dopravcům do zahraničí, často i mimo Evropu.

## Vznik a výroba
Lokomotivy konstrukčně vycházejí ze dvou prototypů řady T 475.1 (nyní řada 744.5), které byly vyrobeny v roce 1970 a poté testovány jak u ČSD, tak na vlečkách. Zapracováním připomínek ze zkušebního provozu vznikl projekt nové řady, označené T 448.0. Mezi hlavní změny patřilo zvýšení celkové hmotnosti lokomotivy na 72 t (pro dosažení potřebné adheze) nebo drobné úpravy tvaru kapot. První série, čítající 24 kusů, byla vyrobena na přelomu let 1973/1974 a dodána jednotlivým průmyslovým provozům. Mezi první zákazníky patřily například CHZJD Bratislava (nyní Istrochem), SONP Kladno a další. Díky rostoucímu zájmu o nové lokomotivy byly vyráběny stále další série – poslední, třináctá, byla dokončena v roce 1989 a počet vyrobených strojů pro Československo se tak zastavil na čísle 459. Kromě strojů pro domácí průmysl byly vyráběny i lokomotivy pro Polsko; obdobného typu T 448-P bylo dodáno 161 strojů. Nejvíce lokomotiv (více než 50) odebraly Ostravsko-karvinské doly.

## Konstrukce
Jde o čtyřnápravovou lokomotivu – pojezd tvoří dva dvounápravové podvozky, na nichž je pomocí pryžokovových sloupků uložen hlavní rám. Konstrukce uložení byla přizpůsobena projíždění oblouky o malém poloměru, které se na vlečkách často vyskytují. Srdcem pohonného soustrojí je spalovací motor K 6 S 230 DR, spojený s trakčním generátorem TD 805; oba jsou uloženy v předním, větším představku. V zadním malém představku se pak nachází ventilátor a část chladicího okruhu. Pohon dvojkolí zajišťují celkem čtyři tlapové stejnosměrné trakční motory TE 005 E (pro každé dvojkolí jeden) o souhrnném výkonu 780 kW, napájené z generátoru. Lokomotivní skříň je kapotového typu, s jednou kabinou strojvedoucího umístěnou blíže k zadnímu konci lokomotivy.

## Využití

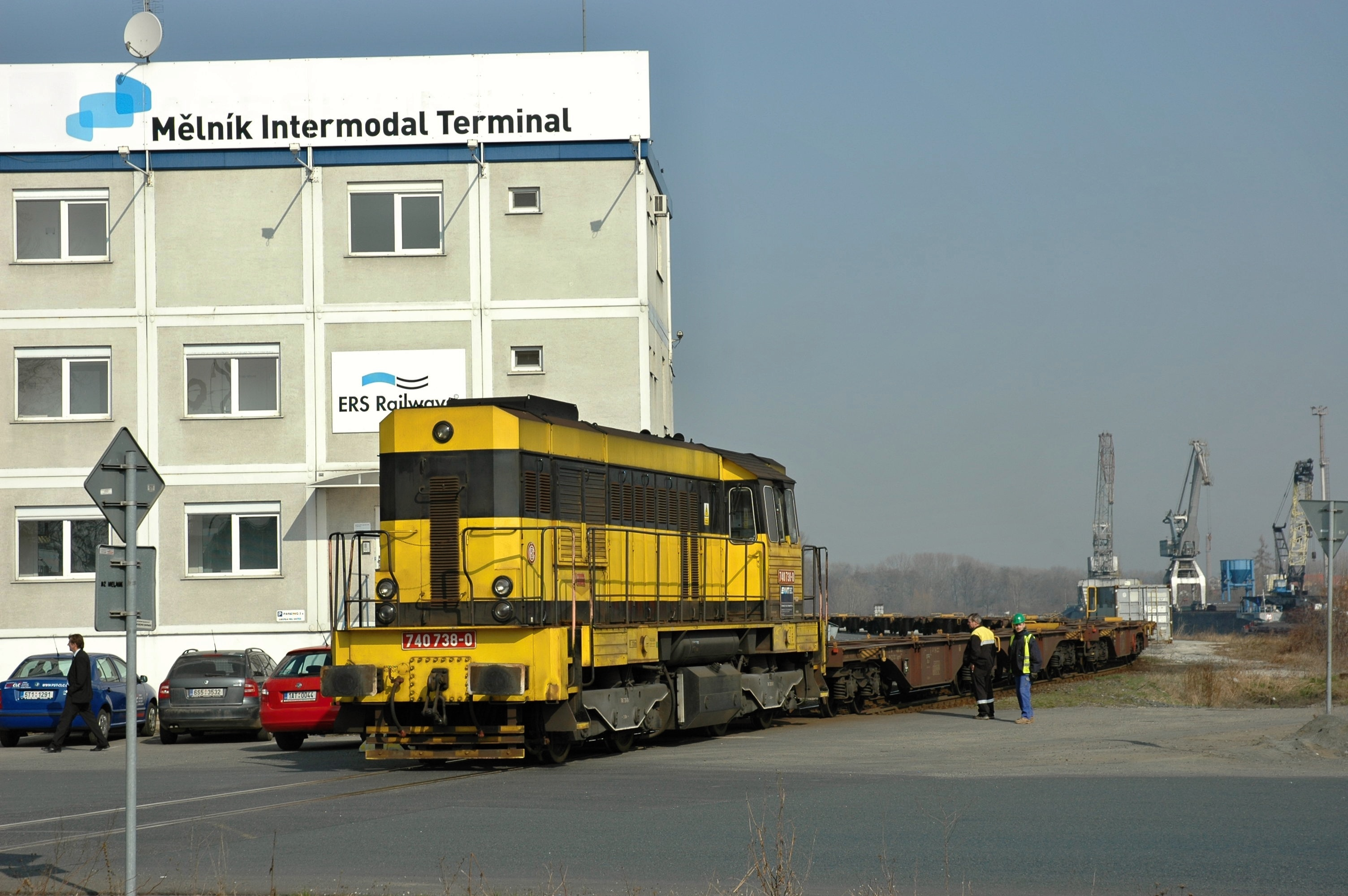
Stroj řady 740 sloužící v mělnickém přístavu

Hlavním posláním těchto lokomotiv bylo zajištění provozu na vlečkách průmyslových podniků – především pak posunu se soupravami, přetahy mezi výrobními závody, předávání vozů s hotovými výrobky nebo surovinami na ČSD a další. Několik strojů připadlo i traťové distanci (dnes pod zkratkou TSS) a byly tak využívány k dopravě stavebních vlaků při opravách tratí a mostů. V omezené míře zasahují i do traťové služby; jejich nasazování zde narostlo především po roce 2000, kdy některé lokomotivy odkoupili ze zrušených závodů soukromí dopravci a začali je používat ke svým výkonům. Mezi takovéto firmy patří např. AWT, Unipetrol Doprava, LTE a další.
Vzhledem ke snížení potřeby lokomotiv v Česku a na Slovensku v posledních letech byly některé lokomotivy prodány i do zahraničí. Cílovými destinacemi se stala KLDR, Uruguay, Saúdská Arábie a další, kde po patřičných úpravách (např. pro provoz v pouštních podmínkách) vozí pracovní či nákladní vlaky.

## Odvozené typy
Díky celkové úspěšnosti řady 740 z ní byly postupně odvozeny další typy, upravené podle potřeb zákazníka. Kritický nedostatek vhodných traťových lokomotiv v polovině 70. let donutil ČSD k víceméně nouzovému řešení – v ČKD byla narychlo upravena stávající řada 740 a tak vznikl nový typ 742 (tehdy T 466.2). Pro použití na vlacích byla rychlost zvýšena na 90 km/h a zároveň snížena celková hmotnost na 64 tun, aby lokomotivy směly jezdit i po tratích s lehčím svrškem. Přestože mělo původně jít o jakýsi přechodný typ, postupně byly doobjednávány další série a do roku 1986 vyrobeno bylo 452 kusů pro ČSD a navíc 41 pro průmysl a železniční vojsko (tedy dokonce více než původní řady 740). I dnes tak tato řada tvoří jeden ze základních kamenů lokomotivního parku ČD, ČD Cargo i ZSCS.
Atypickou se stala série 10 lokomotiv nové řady 743 (T 466.3), vyrobená v roce 1987 pro ozubnicovou trať Tanvald – Kořenov. Tyto stroje byly vybaveny elektrodynamickou brzdou (EDB), elektronickým regulátorem výkonu (výkon motoru byl proto snížen na 800 kW) a jinými doplňky a staly se tak celkovým vrcholem vývoje tohoto typu lokomotiv.

## Modernizace

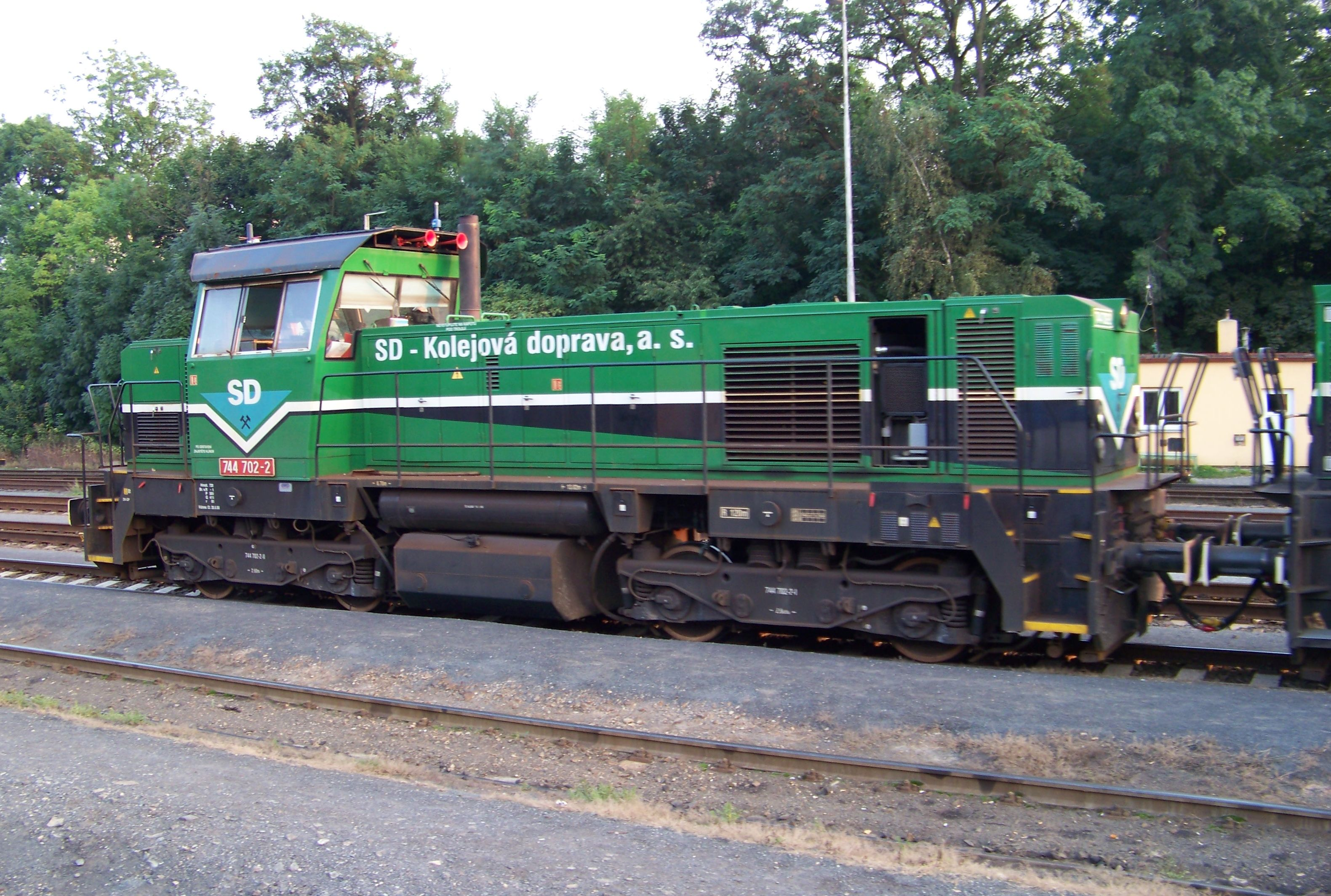
Modernizovaná lokomotiva 744.702 firmy SD-KD

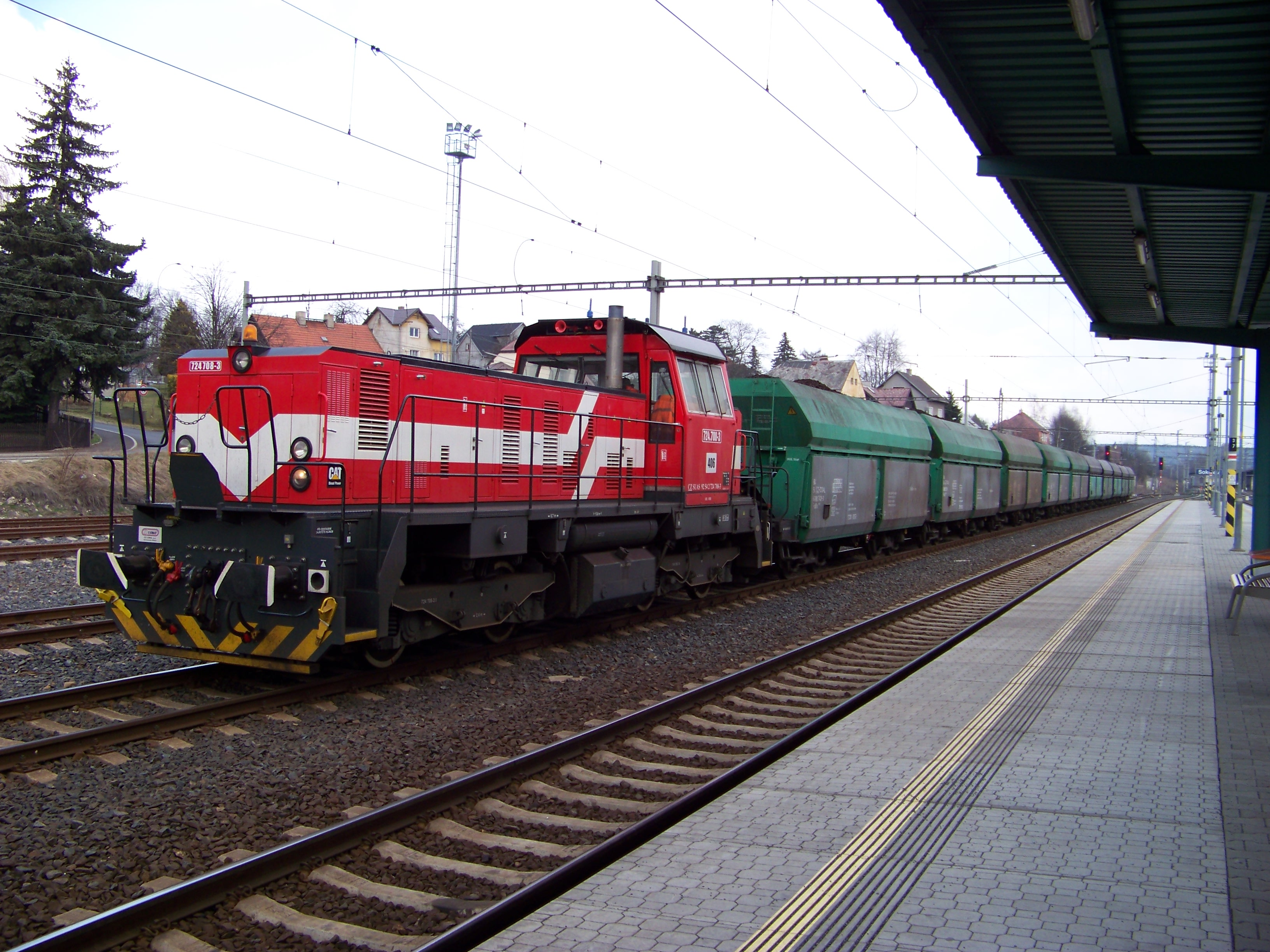
Upravený stroj řady 724 majitele Sokolovská uhelná

Po letech provozu původních lokomotiv začala vzrůstat jejich neekonomičnost a celková zastaralost. Šlo především o vysokou spotřebu paliva, nedostatek původních náhradních dílů a další problémy, které komplikovaly udržení strojů v provozním stavu. Hlavním cílem proto byla náhrada originálního motoru ČKD novějším typem – zvolena byla řada motorů americké firmy Caterpillar. Nejstarší modernizací je řada 744.7 z produkce Jihlavské lokomotivní společnosti (dnes jeden ze závodů CZ LOKO). První prototyp byl dokončen v roce 1998 a jeho majitelem se stal Unipetrol Doprava. Zde byl ještě použit starší motor CAT 3512 DI-TA, u dalších rekonstruovaných strojů byl už převážně zastavován typ 3508. V rámci těchto modernizací byly také snižovány kapoty za účelem zlepšení výhledu z lokomotivy (především při posunu), doplňovány deformační prvky na rámu a patřičně upravena i elektrická výzbroj.
Postupně tak vzniklo mnoho rekonstrukcí různého rozsahu – v některých případech byl pouze vyměněn motor a původní vzhled lokomotivy zachován, jinde naopak dosazen i elektronický řídící systém, EDB a další. Jednotlivé rekonstrukce se také liší výkonem motoru; variabilita se pohybuje od cca 400 kW (u lokomotiv pro menší zátěže) až po 900 kW u nejvýkonnějších strojů. Nejčastěji jsou upravené stroje označovány řadami 724, 740.3, 741.5 či 744 a inventárními čísly podle pořadí rekonstrukce.